# 백인 특권
백인 특권(white privilege) 또는 백인 피부 특권(white skin privilege)은 일부 사회에서 백인이 비백인보다 유리한 사회적 특권으로, 특히 다른 면에서는 같은 사회적, 정치적 또는 경제적 상황에 처해 있는 경우에 그렇다. 유럽 식민지주의와 제국주의, 대서양 노예 무역에서 유래한 백인 특권은 백인의 인종적 특권, 다양한 국가적 시민권 및 기타 권리 또는 특별 혜택을 광범위하게 보호하려는 상황에서 발전했다.
미국에서 개척된 백인 특권과 더 광범위한 백인 연구 분야에서 비판적 인종 이론과 같은 학술적 관점은 이 개념을 사용하여 인종주의와 인종화된 사회가 백인 또는 백인 피부 사람들의 삶에 어떤 영향을 미치는지 분석한다. 예를 들어, 미국 학자 페기 맥킨토시는 서구 사회의 백인이 누리고 비백인이 경험하지 못하는 이점을 "보이지 않는 획득하지 못한 자산의 패키지"라고 설명했다. 백인 특권은 백인이 인식하지 못할 수 있는 명백하고 덜 명백한 수동적 이점을 모두 나타내며, 이는 명백한 편견이나 선입견과 구별된다. 여기에는 자신의 가치에 대한 문화적 확언, 더 큰 사회적 지위 추정, 자유롭게 이동하고, 사고, 일하고, 놀고, 말할 수 있는 자유가 포함된다. 이러한 효과는 전문적, 교육적, 개인적 맥락에서 볼 수 있다. 백인 특권이라는 개념은 또한 자신의 경험의 보편성을 가정하고, 다른 사람을 다르거나 예외적이라고 표시하는 반면 자신을 정상으로 인식할 권리를 의미한다.
일부 학자들은 이 용어가 계급이나 다른 사회적 특권을 대체하거나 불평등의 더 깊은 근본적인 문제에서 주의를 돌리기 위해 "백인"이라는 개념을 사용한다고 말한다. 다른 사람들은 백인이 대체물이 아니라 많은 다른 사회적 특권이 백인과 상호 연결되어 있어 백인이 특권에 어떻게 기여하는지 파악하기 위해 복잡하고 신중한 분석이 필요하다고 말한다. 다른 논평가들은 백인에 대한 대체 정의와 백인 정체성의 예외 또는 한계를 제안하며, 백인 특권이라는 개념이 백인 하위 집단과 개인 간의 중요한 차이점을 무시하고 백인이라는 개념이 모든 백인을 포함할 수 없다고 이야기한다. 이들은 이러한 그룹 내에서 유색인종과 민족의 다양성을 인정하는 데 문제가 있다고 지적한다.
일부 논평가들은 "학문적으로 들리는 백인 특권 개념"이 때때로 백인들 사이에서 방어적이고 오해를 불러일으킨다고 지적했다. 이는 부분적으로 백인 특권 개념이 Black Lives Matter와 같은 소셜 미디어 캠페인을 통해 빠르게 주류의 주목을 받게 된 데 기인한다. 최근에야 주류에 들어온 학술적 개념인 백인 특권 개념은 비학술가에 의해 종종 오해를 받는다. 수십 년 동안 백인 특권을 방해받지 않고 연구해 온 일부 학자들은 2014년경부터 우익 비평가들의 최근 반대에 놀랐다.

## 같이 보기
- 부미푸트라
- 제1세계의 특권
- 정체성 정치
- 일본의 민족 문제
- 매체 편향
- 사회 계층